# Stadtwerke Flensburg-Verkehrsbetriebe
Stadtwerke Flensburg-Verkehrsbetriebe drev sporvognsdriften i Flensborg fra den 6. juli 1907 til den blev nedlagt den 2. juni 1973.
Motorvogn nr. 33, nr. 36 og nr. 40 er bevaret på Sporvejsmuseet Skjoldenæsholm.